# 特拉華鎮區 (愛荷華州特拉華縣)
特拉華鎮區（英語：Delaware Township）是位於美國愛荷華州特拉華縣的一個行政鎮區。

## 地方資料
根據2010年美國人口普查的數據，特拉華鎮區的面積為94.89平方千米，當中陸地面積為94.59平方千米，而水域面積為0.30平方千米。當地共有人口6294人，而人口密度為每平方千米66.33人。